# Edvard Westerberg
Pour les articles homonymes, voir Westerberg.
Edvard Westerberg, né Westermann le 8 novembre 1824 à Copenhague et mort le 8 mars 1865 dans la même ville, est un illustrateur et lithographe danois.

## Biographie

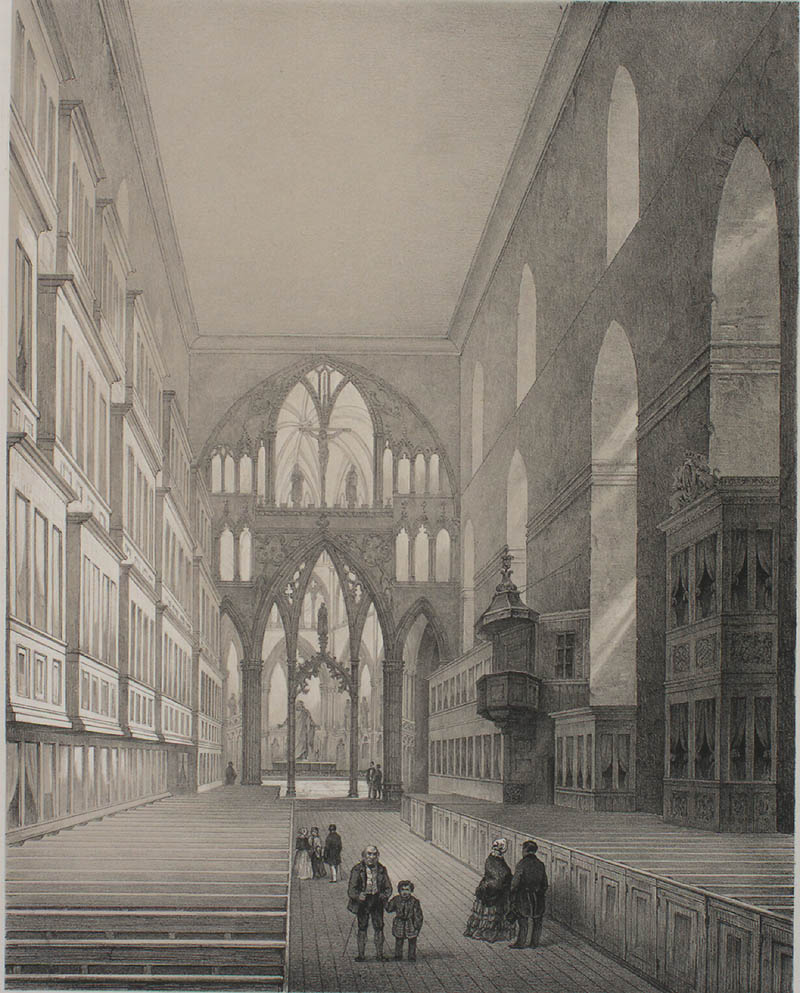
Illustration de Norge fremstillet i Tegninger, 1848.

Edvard Westerberg est le fils de Marie Elisabeth Westermann et d'un père inconnu, qui doit être un maçon. Il est recommandé par le professeur G.F. Hetsch, élève de l'Académie royale des beaux-arts du Danemark en janvier 1837, passe à l'école de modelage en décembre 1846 et obtient la petite médaille d'argent en décembre 1848. À la même époque, en 1840, il est apprenti chez Em. Bærentzen & Co. (en), où il fait son apprentissage le 1er janvier 1845. L'œuvre médaillée d'argent est exposée à l'exposition de printemps de Charlottenborg en 1849.
Il n'a pas le temps de beaucoup développer son art, mais il fait preuve d'une grande habileté en tant que lithographe pour, entre autres, des reproductions de Kaffeselskab i Den politiske Kandestøber de Wilhelm Marstrand. Il réalise également de belles reproductions d'un certain nombre de portraits et d'images de bâtiments avant de mourir relativement jeune, notamment un certain nombre de petites lithographies pour le calendrier suédois Svea d'après des artistes suédois tels que Ferdinand Fagerlin, Bengt Nordenberg (en), Carl d'Uncker et J.W. Wallander. Ils présentent une finition crayeuse exquise et une finesse des tons de couleur.
Il est inhumé au cimetière Assistens. Edvard Westerberg est représenté dans la collection Copperplate.